# Nesochadisra protea
Nesochadisra protea är en fjärilsart som beskrevs av Sergius G. Kiriakoff 1969. Nesochadisra protea ingår i släktet Nesochadisra och familjen tandspinnare. Inga underarter finns listade i Catalogue of Life.